# Кира Марија Асенина
Кирамарија Асенина (буг. Кира-Мария Асенина; умрла после 1283) је била бугарска царица (1280–1283), друга супруга Ђорђа Тертера.

## Биографија
Кирамарија је била ћерка бугарског цара Мице Асена и Марије Асенине. Преко мајке, Кирамарија је била праунука Јована Асена II и Ирине Комнине Епирске. Такође, била је сестра цара Јована Асена III, који је дошао на бугарски престо уз помоћ византијског цара Михаила 1280. године. Кирамарија се удала за бугарско-куманског великаша Ђорђа Тертера. Овај брак организовао је Маријин брат Јован, како би учврстио своју позицију. Ђорђе се претходно развео од своје прве супруге Марије и послао је, заједно са њиховим сином Теодором Светославом, у Цариград. Ђорђе је добио византијску титулу деспота, те је Кирамарија понела титулу деспине. Јован Асен се није успео дуго одржати на престолу. Већ 1280. године он је принуђен напустити Трново и побећи у Византију. Нови цар постао је Ђорђе Тертер, те је Кирамарија понела титулу царице.
Кирамарија је била веома непопуларна у Трнову, као и њен брат. Такође, брак Кирамарије и Ђорђа није био легалан по црквеном праву, будући да је Ђорђева претходна супруга Марија и даље била жива. Против брака је енергично устао патријарх Јоаким III који је претио и екскомуникацијом, уколико се брак не раскине. Да не би улазио у сукоб са црквом, Ђорђе је покренуо преговоре са Цариградом и тражио да се његова претходна супруга Марија врати у Бугарску. Тако је Кирамарија послата у Цариград уместо Марије, која се вратила у Трново.

### Потомство
По Георгију Пахимеру, Кирамарија је Ђорђу родила једну ћерку:
- Ана Тертер (око 1279 — после 1305), српска краљица (1284–1299), супруга Стефана Милутина.[1][2]